# ダイヤモンド (お笑いコンビ)
ダイヤモンドは、吉本興業（東京本社）に所属していたお笑いコンビ。2017年結成、2025年解散。M-1グランプリ2022ファイナリスト。

## メンバー
野澤 輸出（のざわ ゆしゅつ、1986年12月24日 - ）（38歳）
ネタ作り担当、立ち位置は向かって左。
- 本名は野澤 弘之（のざわ ひろゆき）。
- NSC東京校15期出身。
- 身長171 cm、体重69 kg。血液型B型。漢字検定2級保持。独身。
- 栃木県塩谷郡高根沢町出身。栃木県立宇都宮高等学校から一浪を経て明治大学政治経済学部政治学科卒業。
- 明治大学お笑いサークル木曜会Zの2期生。
- 結成当初は短髪だったが、「M-1の決勝に進出した東京の芸人はみんな変な髪型だ」という持論から髪を伸ばし始めて長髪にしていた。のちに頭を丸刈りにして、2024年現在は結成当初よりも短髪になっている。
- かつては白黒の斜めストライプのスーツを着用していたが、M-1グランプリ2022の予選からはネクタイのみが斜めストライプとなっているが、現在も以前の斜めストライプのスーツを着る時がある。
- かつては野澤六平名義で木曜会Zからの同期である小林六平（小林晃洋）とのコンビ「エレーン」として活動。2016年8月に解散。
- 古賀充泰（鶴亀）、だーにし（BB弾）、ますけん。とルームシェアをしている。同メンバーによるYouTubeチャンネル「東中野ハウス」で家の様子を公開している。かつては薄幸（納言）、アミ（ポンループ）、大原優一（ダンビラムーチョ）、有宗高志（キンボシ）も同じ家でルームシェアをしていた。
- M-1グランプリ2016には松下しんぺー（現相方・小野の『アルドルフ』時代の相方）とのコンビ「シン・ノザワ」として3回戦進出。
- フィーバーゆうじろう、伊地知大樹（元ピスタチオ）とのリズムユニット「ペペロペBURGERS」としても活動。M-1グランプリ2020 - 2023はそちらでもエントリーし、2020と2021,2023は1回戦敗退、2022は2回戦進出。
- 尊敬する芸人は松本人志。好きなアーティストは中島みゆき、竹原ピストル。
- HUNTER×HUNTER、幽☆遊☆白書などの冨樫義博作品が好きである。

小野 竜輔（おの りゅうすけ、1990年8月13日 - ）（34歳）
立ち位置は向かって右。
- NSC大阪校32期出身。
- 身長177 cm、体重69 kg、血液型A型。歴史検定4級保持。独身。
- 山口県宇部市出身。山口県立宇部中央高等学校卒業。
- かつては「アルドルフ」「セクシーパクチー」というコンビで活動。アルドルフ時代の2011年から2012年に奈良県住みます芸人を担当していた。
- 2015年結成の塩顔4人組エアバンド「SALTY's」の元メンバー（エアベース、担当カラーは黄色）。
- JUNK∞TIONの元メンバー（担当カラーはオレンジ）。
- 尊敬する芸人はマヂカルラブリー、囲碁将棋。アメトーーク！の囲碁将棋大好き芸人にも出演した。
- 好きなアーティストは星野源、JUDY AND MARY。
- 2025年6月6日、石井ブレンド（元コマンダンテ）との新コンビ「CITY」結成を発表。

## 略歴
NSCにおいて野澤は東京校15期、小野は大阪校32期で東西の違いこそあるが同期。小野が『アルドルフ』時代に上京し、野澤のコンビ『エレーン』とライブを開くなど仲が良かった。小野がアルドルフ時代と正反対の芸風のコンビを組みたいと思っていたことから野澤を誘い、2017年7月21日結成。かつてbaseよしもとにて活動していた同名のコンビとは無関係。
コンビ名の由来は漫画『HUNTER×HUNTER』に出てくる台詞から。「『ン』が入っていると売れるジンクス」「ダウンタウンと画数が同じ」というのも決め手になっている。
2019年8月16日、 YouTubeチャンネル「ダイヤモンドお笑いチャンネル」を開設。2021年3月31日から同年11月21日までの期間は毎日ネタを投稿していた。
2021年元旦放送の『おもしろ荘』で優勝。
2021年4月5日のヨシモト∞ホールリニューアルに伴い、ムゲンダイレギュラーに選出。
M-1グランプリでは2018年から4年連続で準々決勝進出。2022年は年初に野澤が足を骨折し、通常の漫才をほとんどできず「骨折ショートコント」ばかりしていた時期が長かったにもかかわらず決勝進出を果たした。しかし最下位の10位に終わり、審査委員長の松本人志からは「（コンビ名）ダイヤモンド、原石ぐらいに変えた方がいいんじゃ」と提案された。
2023年1月3日に行われたライブ「ダイヤモンドno寄席」が配信売り上げ1万枚を突破。翌年2024年1月2日の「ダイヤモンドno寄席」も2年連続で配信売り上げ1万枚を突破。
2024年12月30日、小野及び野澤の両名の公式Xにて、翌年1月27日をもって解散することを発表した。

## 芸風
主に漫才。ボケ・ツッコミははっきりと固定されておらず、一つのネタの中でも入れ替わってゆくことがある。野澤だけが話し続け小野が一切喋らないネタや、野澤のボケを小野が復唱して野澤が再度ツッコミを入れていくネタなど変則的な構成を特徴とする。
出囃子はプリンセス プリンセスの「Diamonds」。

## 賞レースなどの戦歴

### M-1グランプリ
| 年度（回）       | 結果         | No.  | 備考                                     |
| ---------------- | ------------ | ---- | ---------------------------------------- |
| 2017年（第13回） | 2回戦進出    | 2726 |                                          |
| 2018年（第14回） | 準々決勝進出 | 3114 |                                          |
| 2019年（第15回） | 準々決勝進出 | 3487 |                                          |
| 2020年（第16回） | 準々決勝進出 | 4466 |                                          |
| 2021年（第17回） | 準々決勝進出 | 1222 |                                          |
| 2022年（第18回） | 決勝10位     | 1771 | 決勝キャッチフレーズ「クレイジーな輝き」 |
| 2023年（第19回） | 準々決勝進出 | 2081 |                                          |
| 2024年（第20回） | 3回戦進出    | 2548 |                                          |

### その他
- 2020年 キングオブコント 準々決勝進出
- 2021年 おもしろ荘 優勝
- 2021年 ツギクル芸人グランプリ 決勝進出
- 2022年 キングオブコント 準々決勝進出
- 2024年 キングオブコント 2回戦進出

## 出演

### テレビ
- ヒルナンデス!（2020年1月13日、日本テレビ）
- ぐるぐるナインティナイン（日本テレビ）
  - おもしろ荘へいらっしゃい!（2021年1月1日）
  - （2021年1月28日、日本テレビ）
- スッキリ（2021年1月6日、日本テレビ）
- シューイチ（2021年1月10日、日本テレビ）
- ZIP!（2021年1月13日、日本テレビ）
- めざましどようび（2021年1月16日、フジテレビ）
- 熱血テレビ（2021年1月22日、山口放送）
- はやドキ!（2021年2月5日、TBSテレビ）
- あさチャン!（2021年2月5日、TBSテレビ)
- ネタパレ（2021年2月12日、2022年4月15日、2022年7月22日、フジテレビ）
- バゲット（2021年3月8日、日本テレビ）
- マヂカルクリエイターズ（2021年4月19日、2022年1月18日、2022年1月25日、テレビ東京）
- にちようチャップリン（2021年5月1日・6月12日、2022年5月7日、テレビ東京）
- 支配人やってみませんか?（2021年6月13日、朝日放送テレビ）
- ツギクル芸人グランプリ2021（2021年9月18日、フジテレビ）
- ザ・ベストワン（2021年10月15日、TBSテレビ）野澤のみ、ペペロペBURGERSとして
- THE MANZAI 2021 プレマスターズ（2021年11月28日、フジテレビ）
- ニューヨーク・蛙亭のキット、くる!!（2022年12月7日、BSよしもと）
- M-1グランプリ2022（2022年12月18日、テレビ朝日）
- ラヴィット!（2022年12月15日・12月20日、TBSテレビ）
- 有吉の壁（2023年1月11日、日本テレビ）
- 有吉ゼミ（2023年1月16日、日本テレビ）
- クイズプレゼンバラエティー Qさま!!（2023年1月30日、テレビ朝日）- 野澤のみ
- オールスター後夜祭'23春（2023年4月9日、TBSテレビ）
- マルコポロリ!（2023年7月30日、関西テレビ放送）- 小野のみ

### ラジオ
- ナイツ ザ・ラジオショー（2022年4月19日 - 、ニッポン放送） - 野澤のみ、火曜月1特別企画「【ダイヤモンド野澤のおもしろ○○】クイズ」
- GERA×漫才至上主義（2022年11月16日、お笑いラジオアプリGERA）[25]
- ダイヤモンドのGERA SPECIAL（2023年1月5日・6日、お笑いラジオアプリGERA）[26]
- ダイヤモンドのおもしろ座り話（2023年3月5日 - 2024年11月17日、お笑いラジオアプリGERA）[27]

### 単独ライブ
- 「ダイヤモンドが60分【ラッキー〇〇】漫才をするライブ」 
  - （2019年6月12日 ヨシモト∞ドーム ステージⅡ）
  - （2022年4月25日 ヨシモト∞ドーム ステージⅠ）
  - （2023年8月10日 ヨシモト∞ホール）
- ダイヤモンド初単独ライブ『天才』（2019年8月4日、ヨシモト∞ホール）
- ダイヤモンド第2回単独ライブ『竹お笑い』（2021年3月21日、ヨシモト∞ホール）
- ダイヤモンド第3回単独ライブ『本物』（2022年5月5日、ヨシモト∞ホール）
- ダイヤモンドベストネタライブ『原石』（2023年2月5日、ルミネtheよしもと）

- ダイヤモンド単独ツアー「ダイヤモンドの東名阪だと思ったら沼祇熊だったツアー」[28]
  - 2023年6月25日、熊本・熊本城ホール シビックホール【ゲスト：ダイタク、からし蓮根】
  - 2023年7月15日、静岡・沼津ラクーンよしもと劇場【ゲスト：さこリッチ、男性ブランコ】
  - 2023年8月6日、京都・よしもと祇園花月【ゲスト：金属バット、ニッポンの社長】
- ダイヤモンド第4回単独ライブ『世界で一番かたいもの』（2023年9月16日、ヨシモト∞ホール）
- ダイヤモンドコント単独ライブ『ヒト人間』（2024年6月2日、ヨシモト∞ホール）

### コラボライブ
- 『ネイル』（囲碁将棋×ダイヤモンド）、よしもと祇園花月にて開催、MC：石井輝明
  - 第1回、2023年5月24日、ゲスト：ダブルヒガシ
  - 第2回、2023年9月22日、ゲスト：ケビンス
- 『マヂカルラブリー・囲碁将棋・ダイヤモンドのウルトラセンスお笑いツアー』[29]
  - 2023年8月12日、名古屋・東別院ホール
  - 2023年9月10日、熊本・熊本城ホール　シビックホール
  - 2023年9月29日、北海道・道新ホール
  - 2023年10月7日、石川・石川県小松市團十郎芸術劇場うらら大ホール
- 『ごきげん！グミ食べ放題ツアー』[30]（ヨネダ2000、ハイツ友の会スリーマンライブ）
  - 2023年8月7日、北海道・道新ホール
  - 2023年8月21日、京都・よしもと祇園花月
  - 2023年10月7日、石川・石川県小松市團十郎芸術劇場うらら大ホール

### 雑誌
- 芸人雑誌（太田出版）vol.9（2023年3月24日発売） 「特集 ヨシモト∞ホール」（限定版Aではケビンスと共に表紙）
- OWARAI AND READ（アクセル・コミュニケーションズ） 005（2023年5月17日発売）
- 芸人雑誌（太田出版）vol.10（2023年7月27日発売）「特集 ユニットコント」（限定版Aでは『漫才至上主義』のメンバーとして、シシガシラ・黒帯・チェリー大作戦と共に表紙